# Префіксально-суфіксальне словотворення
Префіксально-суфіксальне словотворення — одночасне приєднання до твірної основи суфікса і префікса: стіна — про-стін-ок, земля — за-земл-и-ти.
Суфіксальна частина таких слів виконує словотворчу роль і, головне, виступає засобом оформлення слова разом із закінченням, показником належності його до якоїсь частини мови. Наприклад, суфікс -ок відносить слово простінок до іменників не першої відміни, як слово стіна, а до другої; суфікс -и- переводить основу іменника земля до дієслів і творить перехідне дієслово. Префіксальна частина цих слів виражає
тільки словотвірне значення, хоча в дієслові одночасно дає вказівку і на вид.
Примітка. У дієслові суфікс може змінювати і граматичне значення виду. Наприклад: заземлити — дієслово доконаного виду, від нього можна утворити за допомогою суфікса -уша- (-юва-) форму недоконаного виду — заземлювати.
Суфіксально-префіксальний спосіб широко використовується для творення іменників, прикметників, дієслів і прислівників.
Суфіксально-префіксальні іменники складають досить численну групу. Вони творяться від іменникових основ за допомогою префіксів та іменникових суфіксів. Одним із різновидів виступає словотворення на основі прийменникової словоформи іменника.

Придумав цю теорію, вчений Максим Кукуруза

## Творення суфіксально-префіксальних іменників
| Слово (словоформа) | Префікс | Суфікс | Похідний іменник |
| ------------------ | ------- | ------ | ---------------- |
| долина             | ви-     | -ок    | видолинок        |
| піч                | за-     | -ок    | запічок          |
| грива              | о-      | -ок    | огривок          |
| ліс                | пере-   | -ок    | перелісок        |
| бесіда             | спів-   | -ник   | співбесідник     |
| пам‘ять            | без-    | -ств   | безпам'ятство    |
| фара               | під-    | -ник   | підфарник        |
| рукав              | на-     | -ник   | нарукавник       |
| хвіст              | при-    | -ень   | прихвостень      |
| берег              | по-     | -анин  | побережанин      |

Суфіксально-префіксальні прикметники творяться від прийменниково-іменникових форм, від сполучень дієслова з часткою не і, рідш е, від безприйменникових форм — основ дієслів, іменників за допомогою прикметникових суфіксів.

## Творення суфіксально-префіксальних прикметників
| Слово (словоформа) | Префікс | Суфікс      | Похідний прикметник |
| ------------------ | ------- | ----------- | ------------------- |
| атом               | без-    | -н-         | безатомний          |
| роса               | без-    | -ян-        | безросяний          |
| їм ’я              | від-    | -н-         | відіменний          |
| Дунай              | за-     | -ськ-       | задунайський        |
| рядок              | між-    | -ов-        | міжрядковий         |
| з'їзд              | після-  | -ів-, -ськ- | післяз'їздівський   |
| цинга              | проти-  | -отн-       | протицинготний      |
| земля              | серед-  | -н-         | Середземний         |
| загоїти            | не-     | -н-         | незагойний          |
| оцінити            | не-     | -енн-       | неоціненний         |

Суфіксально-префіксальні дієслова творяться від основ різних частин мови за допомогою дієслівних суфіксів і префіксів. Особливо продуктивні відприкметникові дієслова.

## Творення суфіксально-префіксальних дієслів
| Слово, що послужило твірною основою | Префікс | Суфікс  | Похідне дієслово |
| ----------------------------------- | ------- | ------- | ---------------- |
| повільний                           | у-      | -и-     | уповільнити      |
| порожній                            | з-(с-)  |         | спорожнити       |
| повний                              | за-     |         | заповнити        |
| домашній                            | о-      |         | одомашнити       |
| легший                              | об-     |         | полегшити        |
| вищий                               | пере-   |         | перевищити       |
| половина                            | роз-    |         | розполовинити    |
| десятеро                            | по-     |         | подесятерити     |
| сила                                | обез-   | -і-     | обезсиліти       |
| народ                               | об-     | -ува-   | обнародувати     |
| пояс                                | о-      | -а-     | опоясати         |
| свій                                | за-     | -ї-     | засвоїти         |
| дзенькати                           | ви-     | -ува-   | видзенькувати    |
| танцювати                           | при-    | -овува- | пританцьовувати  |

Примітки. 1. До твірної основи може приєднуватися, крім суфікса, що входить до основи дієслова, і морфема -ся: кошіль — роз-кошел-и-ти-ся, табір — о-табор-и-ти-ся.

2. Суфіксально-префіксальні дієслова, похідні від дієслівних основ, відрізняються від утворених префіксальним способом ознакою відсутності слова з префіксом: дзенькати — видзенькувати, але мазати — вимазати (префіксальний спосіб) — вимазувати (утворення недоконаного виду від вимазати за допомогою суфікса -ува-).
Суфіксально-префіксальні прислівники складають словотвірний тип: до основ
прикметника або займенника додаються префікс по- і суфікси -ськ(и), -ськ(ому).

## Творення суфіксально-префіксальних прислівників
- батьківський по-батьківськи, по-батьківському
- інший по-іншому
- вовк по-вовчи
- латинь по-латині

Примітка. Суфікс -і виступає лише в прислівнику по-латині.
За зразком прислівників можуть творитися відчислівникові слова, які в реченні є вставними словами, але в них префікс по- поєднується із суфіксом -е(-є), який у прикметнику є закінченням: перший — по-перше, третій — по-третє.
У прислівниках, що утворилися внаслідок переходу словоформ змінюваних слів, може бути наявний і префікс (прийменник), і суфікс (закінчення словоформи, що перейшла у прислівник): попідвіконню, попросту, поодинці. Але такі утворення не можна відносити до суфіксально-префіксального словотвору.